# REDOG
REDOG - Schweizerischer Verein für Such- und Rettungshunde, ist eine gemeinnützige humanitäre Freiwilligenorganisation.

## Allgemeines
Der Verein mit rund 650 Mitgliedern stellt der Schweizerischen Eidgenossenschaft und den Kantonen geprüfte Such- und Rettungshundeteams für die Trümmer- und Geländesuche sowie Spezialisten der Technischen Ortung für Einsätze im In- und Ausland zur Verfügung. Als Mitglied der Rettungskette Schweiz ist er eine von der Direktion für Entwicklung und Zusammenarbeit (DEZA) anerkannte Organisation und verfügt über Einsatzerfahrung bei humanitären Katastropheneinsätzen.
REDOG ist Aktivmitglied des Schweizerischen Roten Kreuzes sowie Partnerorganisation der Schweizerischen Rettungsflugwacht (Rega) und der Alpinen Rettung Schweiz. Er ist ausserdem eine Sektion der Schweizerischen Kynologischen Gesellschaft. Der Verein ist die Dachorganisation von insgesamt 12 Regionalgruppen, die das gesamte Gebiet der Schweiz abdecken. Oberstes Organ ist die Delegiertenversammlung. Die Führung obliegt dem Zentralvorstand sowie der technischen Kommission.

## Tätigkeit
Die Kernkompetenzen sind:
- Trümmersuche
- Geländesuche
- Technische Ortung
- Leichensuche
- Mantrailing

## Geschichte
Die Organisation wurde 1971 unter dem Namen Schweizerischer Verein für Katastrophenhunde in Dübendorf ZH gegründet.
Die Umbenennung in REDOG – Schweizerischer Verein für Katastrophenhunde erfolgte 1996. REDOG setzt sich aus den englischen Wörtern Rescue und Dog zusammen. Im Jahr 2009 erfolgte schliesslich die Namensänderung in REDOG – Schweizerischer Verein für Such- und Rettungshunde, um der Ausweitung der Kompetenzbereiche über die Katastrophenhundausbildung hinaus Rechnung zu tragen.
Der Gründungsgedanke geht auf eine Gruppe von Lawinenhundeführern aus dem Raum Zürich zurück, die 1968 die Idee vereinte, mit ihren Hunden auch Verschüttete in Trümmern zu orten. Bis zu diesem Zeitpunkt wurden keine Hunde systematisch für die Trümmersuche ausgebildet. Einzig im Zweiten Weltkrieg waren in Grossbritannien Hunde für die Suche nach Verschütteten in Bombenangriffen zum Einsatz gelangt. Dies wurde allerdings wieder aufgegeben, und die Erfahrungen gingen weitgehend verloren.
Die Zürcher Gruppe nannte sich Gruppe-K-Zürich und widmete sich dem Ausbildungskonzept und der Prüfungsordnung, die teilweise bis heute Bestand haben. Bereits 1969 kamen die Teams aus Hundeführern und Hunden zu zwei ersten Einsätzen (Bergsturz Wägital SZ, Sprengstofffabrik Dottikon AG). In der Folge wurden in der Ostschweiz, in Luzern, Basel, Genf und Bern Gruppen für die Ausbildung von Katastrophenhunden aufgebaut.
Die Gruppe-K-Zürich ging am 20. November 1971 im Schweizerischen Verein für Katastrophenhunde auf. Bedeutende Einsätzen waren der Eisenbahnunfall im Tunnel von Vierzy (1972) und das Erdbeben im Friaul (Italien) mit 16 Lebendrettungen und 90 Totbergungen. 1979 wurde der Katastrophenhund in der Schweizer Armee eingeführt. Daraus ergab sich eine Zusammenarbeit, die sich bis heute in der Ausbildung der Armeehundeführer in den Strukturen von REDOG fortsetzt.
Im Jahr 1982 wurde die Tätigkeit um den Kompetenzbereich der Geländesuche nach vermissten Personen in Feld, Wald und Flur und 1992 um den Bereich technische Ortung erweitert.
In den Jahren nach den Ersteinsätzen folgten weitere Einsätze im In- und Ausland (u. a. Algerien 1980, Neapel 1980, Nordjemen 1982, Mexiko 1985, Armenien 1988) mit zahlreichen Lebendrettungen. Ab 1982 wurde die Organisation in die Strukturen der Rettungskette Schweiz eingebunden.

## Einsätze
Teams im Bereich Geländesuche stehen in der Schweiz regelmässig bei der Suche nach vermissten Personen im Einsatz und unterstützen dabei die Blaulichtorganisationen. Die Einsätze der Katastrophenhundeteams der letzten Jahre waren:
| - 1994: Los Angeles (USA) - 1995: Dinar (Türkei) - 1995: Aegion (Griechenland) - 1995: Oklahoma City (USA) - 1995: Kōbe (Japan) - 1996: Niederbipp (Schweiz) - 1997: Iran - 1998: Bern (Schweiz) | - 1999: Düzce (Türkei) - 1999: Taichung (Taiwan) - 1999: Athen (Griechenland) - 1999: İzmit (Türkei) - 1999: Bürglen UR (Schweiz) - 2000: Gondo WS (Schweiz) - 2001: Gujarat (Indien) | - 2003: Sembrancher (Schweiz) - 2003: Bam (Iran) - 2003: Boumerdès (Algerien) - 2004: Zürich (Schweiz) - 2004: Bern (Schweiz) - 2009: Padang (Indonesien) - 2011: Japan - 2015: Kathmandu (Nepal) - 2023: Türkei |